# Dombeya danguyi
Dombeya danguyi är en malvaväxtart som beskrevs av Bénédict Pierre Georges Hochreutiner. Dombeya danguyi ingår i släktet Dombeya och familjen malvaväxter. Inga underarter finns listade i Catalogue of Life.